# Can Palau (Vilobí d'Onyar)
Can Palau és un mas sobre un turó a mig camí dels nuclis de Vilobí i Franciac (la Selva) a prop i al sud-est de l'encreuament entre l'AP-7 i la C-25. Es tracta d'una construcció amb un cos principal de dues plantes i vessants a laterals que data del segle xvi, segons indica la inscripció 1567. Aquest mas fins fa 25 anys estava subdividit en tres habitatges amb accessos independents. La part de construcció més moderna corresponia a l'habitatge del propietari i les altres dues als masovers. Cap a l'any 1980 va ser adquirida per Alfons Sala Juanola, actual propietari.
La façana principal, orientada a sud-est, té un portal d'arc de mig punt de grans dovelles i les obertures amb llinda monolítica i brancals i ampit de pedra. La finestra superior del costat dret té arc conopial gravat i motiu floral central a la llinda. També es pot veure un rellotge de sol gravat i pintat sobre el revestiment del mur.
A l'interior els forjats de la sala central són de cairats de fusta i, en aquesta mateixa sala, hi ha una porta original de pedra amb motiu de fulla de roure i la data inscrita de 1567 a la llinda. La resta de portes són de pedra però fetes en els últims anys. A la crugia de l'esquerra hi ha diferents estances cobertes amb volta de rajol, dues de les quals són de volta de quatre punts o de mocador. Al costat dret hi ha l'antiga cuina que es manté tal com era. L'escala ha estat reformada i no es troba en l'emplaçament original. El primer pis conserva els festejadors de la finestra central i l'embigat de fusta de la coberta que ha estat restaurada.
Al costat esquerre hi ha una ampliació, probablement de principis del segle xx, que consta d'un gran cos de planta quadrada de dos pisos i coberta a quatre vessants. Les finestres de la planta inferior són d'arc rebaixat i a la planta superior hi ha una galeria formada per cinc arcs de mig punt amb barana de gelosia de rajols.
Al costat dret, en el lloc de les dependències de serveis, on hi havia les quadres, s'està aixecant un cos de planta quadrada amb pati central. En la rehabilitació d'aquesta edificació es mantenen part dels murs perimetrals i s'observa l'ús dels diferents materials de les múltiples fases de construcció. Els més antics són de tàpia i la resta de diferents tipus de rajols. S'ha conservat una de les portes amb brancals de pedra i llinda de fusta, mentre que les noves s'han fet totalment de pedra. Enfront de la casa hi ha una gran torre d'aigua de rajol vist construïda a finals del segle xx.